# Interurbain automatique
 (juin 2018).
Si vous disposez d'ouvrages ou d'articles de référence ou si vous connaissez des sites web de qualité traitant du thème abordé ici, merci de compléter l'article en donnant les références utiles à sa vérifiabilité et en les liant à la section « Notes et références ».
Pour les articles homonymes, voir DDD.
L'interurbain automatique (en anglais, direct distance dialing ou DDD) est une fonction du service téléphonique qui permet à un appelant, sans l'assistance d'un téléphoniste, d'appeler un autre utilisateur en dehors de sa zone d'appel local. L'interurbain automatique nécessite généralement la composition d'un ou de plusieurs chiffres supplémentaires avant la composition du numéro de téléphone à rejoindre.
L'interurbain automatique s'étend également au-delà des limites d'un réseau téléphonique public national, auquel cas il s'appelle l'interurbain automatique international (en anglais, international direct dialing (en) ou international direct distance dialing).
DDD (direct distance dialing) est le terme utilisé au Canada et aux États-Unis depuis la mise en œuvre du Plan de numérotation nord-américain dans les années 1950. Au Royaume-Uni et dans d'autres pays du Commonwealth des nations, les termes équivalents sont ou étaient STD (subscriber trunk dialling) pour la composition interurbaine nationale et ISD (international Subscriber Dialling) pour la composition internationale.

## Histoire
Les appels téléphoniques interurbains automatiques ont été introduits en 1951 dans les collectivités d'Englewood et de Teaneck, dans le New Jersey aux États-Unis. Les clients rattachés aux commutateurs téléphoniques ENglewood 3, ENglewood 4 et TEaneck 7 ont alors pu appeler directement les résidents de 11 villes à travers les États-Unis, en composant simplement le préfixe 1 suivi d'un indicatif régional à trois chiffres et d'un numéro de téléphone à sept chiffres. À l'époque, les sept derniers chiffres étaient les équivalents numériques des deux premières lettres du nom du commutateur téléphonique et de cinq chiffres. Le 10 novembre 1951, le maire d'Englewood, M. Leslie Denning, a fait le premier appel interurbain composé par un client, au maire Frank Osborne d'Alameda, en Californie.
Les onze villes pouvant recevoir les premiers appels interurbains automatiques étaient :
- 617 : Boston, Massachusetts ;
- 312 : Chicago, Illinois ;
- 216 : Cleveland, Ohio ;
- 313 : Detroit, Michigan ;
- 414 : Milwaukee, Wisconsin ;
- 415 : Oakland, Californie ;
- 215 : Philadelphie, Pennsylvanie ;
- 412 : Pittsburgh, Pennsylvanie ;
- 401 : Providence, Rhode Island ;
- 916 : Sacramento, Californie ;
- 318 : San Francisco, Californie (San Francisco avait dû implanter l'indicatif régional 318 de façon temporaire pour permettre le routage automatique des appels interurbains[4]).

En 1951, plusieurs villes qui faisaient partie du Plan de numérotation nord-américain ne pouvaient pas implanter l'interurbain automatique parce qu'elles ne disposaient pas encore de l'équipement de commutation interurbain nécessaire pour gérer automatiquement les appels entrants. D'autres villes avaient encore un mélange de numéros de téléphone de longueur variable ou avaient toujours des numéros à six chiffres. Par exemple, Montréal et Toronto au Canada, ont utilisé des numéros de téléphone de six et de sept chiffres jusqu'en 1957 et, conséquemment, n'ont pas pu implanter l'interurbain automatique avant 1958. Whitehorse, au Yukon, a utilisé des numéros à sept chiffres à partir de 1965, mais l'équipement de commutation nécessaire à l'interurbain automatique n'y a été disponible qu'en 1972.

## Équipement
Le système de commutation Crossbar n°4 avait été introduit dans les années 1940 pour commuter les circuits à quatre fils et automatiser le travail du téléphoniste dans la ville d'arrivée d'un appel interurbain. Avec ce mécanisme semi-automatique, le téléphoniste de la ville d'origine de l'appel utilisait un clavier multifréquence (en) pour composer un code d'accès pour se connecter au commutateur de la ville de destination de l'appel et envoyer le numéro de téléphone de destination, ce qui permettait la connexion de l'appel sans l'intervention d'un téléphoniste dans la ville de destination. C'est ce mécanisme qui a été amélioré pour implanter l'interurbain automatique.
Une trieuse de cartes perforées était utilisée par le système 4A/CTS (Number 4A Crossbar / Card Translator System) pour traduire les six chiffres du code du central téléphonique de destination composé par le client. Cette traduction permettait à l'équipement de déterminer le circuit interurbain sur lequel l'appel devait être envoyé. Des groupes de circuits séparés étaient utilisés lorsque différentes villes avaient le même code de central, comme dans le cas d'Oakland et de San Francisco. La trieuse utilisait des cartes métalliques semblables aux cartes perforées utilisées par les premiers ordinateurs. Les cartes étaient lues en passant rapidement devant un faisceau lumineux. Les jours d'affluence, le déplacement des cartes produisait un bruit semblable à celui d'une mitraillette. Les machines CTS étaient appelées 4A (Advanced) si le traducteur était inclus dans la machine d'origine, et 4M (Modified) s'il avait été ajouté plus tard. Une version des années 1970, le 4A / ETS, utilisait un ordinateur pour effectuer la traduction. Une variante du système appelé Traffic Service Position System (en) a été introduite en 1969 pour traiter les appels internationaux.
L'implantation de l'interurbain automatique a été ralentie par le coût de l'équipement de commutation et la capacité limitée de traiter l'information nécessaire à la facturation des appels. L'un des obstacles était que la majorité des appareils de commutation ne permettaient pas l'identification automatique des numéros des appelants. Les commutateurs de type common control (en), tels que le commutateur 1XB (en) ont été remplacés assez rapidement pour fournir l'identification automatique des numéros, et la plupart des commutateurs 5XB (en) ont été initialement installés avec des services d'identification automatique des numéros. Le remplacement des équipements panel switch (en) et step-by-step (en), qui ne pouvaient supporter l'interurbain automatique, a été accéléré pour permettre l'implantation de l'interurbain automatique. Originellement, l'identification automatique du numéro de l'appelant ne fonctionnait pas sur les lignes partagées et, conséquemment, l’interurbain automatique ne pouvait pas être offert sur ces lignes. Cette limitation fut levée par la technologie Tip Party Identification.
Les années 1960 ont vu apparaître les premiers systèmes de commutateurs électroniques munis de programmes informatiques permettant le traitement électronique des numéros de téléphone composés, en se référant à des mémoires informatiques pour déterminer le routage des appels. Les centraux téléphoniques sont essentiellement devenus des ordinateurs spécialisés dans l'acheminement et la gestion des appels.

## Sources
- Mark Cuccia, « Re: When Was Direct Distance Dialing Cut In? », TELECOM digest,‎ 13 août 1996 (lire en ligne, consulté le 4 janvier 2007)
- Cet article contient du matériel du domaine public du document Federal Standard 1037C de l'Administration des services généraux des États-Unis.